# اهنیا
اهنیا (به انگلیسی: Ahanya) یک منطقهٔ مسکونی در هند است که در کارناتاکا واقع شده‌است.